# Демогоблин
Демого́блин (англ. Demogoblin) — суперзлодей американских комиксов издательства Marvel Comics.

## История публикаций
Первое полноценное появление Демогоблина состоялось в Web of Spider-Man #86 (март 1992). Ранее он фигурировал в The Spectacular Spider-Man #147 (февраль 1989) в качестве безымянного демона.

## Биография
После нескольких поражений от рук Человека-паука и Зелёного гоблина, новый Хобгоблин Джейсон Макендейл предложил демону Н’астиру свою душу в обмен на силу. Н’астир удивился просьбе смертного, однако решил удовлетворить её, поселившись в тело Джейсона, который наделил Макендейла сверхчеловеческими и сверхъестественными способностями. Тем не менее, в момент обретения силы его тело и лицо стали точной копией снаряжения Хобгоблина. Некоторое время спустя демонический Хобгоблин получил задание напасть на Доктора Стрэнджа. Джейсон согласился и атаковал верховного мага, противопоставив свою мистическую мощь волшебству Стрэнджа. В конечном итоге Джейсон проиграл, после чего убил нескольких наёмников и столкнулся с Лунным рыцарем. Развернувшееся сражение перенеслось в особняк Лунного рыцаря, а его третьим участником стал Человек-паук, который помог Рыцарю победить демонического Хобгоблина.
Оказавшись в тюрьме, Джейсон Макендейл и существо, идентифицировавшее себя как Демогоблин, отделились друг от друга. Затем Демогоблин вырвался из тюрьмы и отправился «очищать грешников». Он познакомился с Доппельгангером и столкнулся с Кодом: Синим, которые нейтрализовали Демогоблина, несмотря на то, что у них не было никаких сверхспособностей. Несмотря на это, Демогоблину удалось освободиться при помощи телепатически вызванного Доппельгангера. Действия дуэта привлекли внимание Человека-паука, который бросился в погоню за обоими преступниками. В дальнейшем к битве между ними присоединились Веном, Призрачный гонщик и Блейз, в результате чего Демогоблин вновь был арестован.
Некоторое время спустя Лунный рыцарь испытал странные приступы головокружения, а его лицо начало медленно разлагаться. Решив, что в этом был повинен Демогоблин, он навестил демона в тюрьме и потребовал объяснений. Во время драки на физическом и ментальном уровне Лунный рыцарь узнал, что Демогоблин внедрил в его тело вирус, который медленно подчинял физическую оболочку. В результате вирус отделился от Лунного рыцаря и стал известен как Панг. Затем Лунный рыцарь ещё раз победил Демогоблина, оставив его в тюремной камере. Впоследствии Демогоблин был освобождён и присоединился к банде Карнажа, Доппельгангера, Визг и Падаля. Вместе они разрывали Нью-Йорк на части, пока Человек-паук и его товарищи-супергерои не остановили это безумие.
Потерпев очередное поражение Демогоблин впал в депрессию, вновь очутившись в тюрьме. В дальнейшем он вырвался на свободу и попытался объединиться с Блэйдом, посчитав его союзников в истреблении нечестивых. Тем не менее, Блэйд был опорочен Даркхолдом и убил Демогоблина. Несмотря на это, Демогоблин воскрес и несколько раз сражался с Веномом и Морбиусом. Не выйдя победителем и на этот раз, Демогоблин начал обдумывать свою «миссию». Через несколько месяцев после последнего заточения он попросил прощения у Джейсона Макендейла, но тот отказался доверить ему, что привело к драке в местной церкви. Во время битвы Демогоблин предотвратил падение колонны на женщину с ребёнком и, раскаявшись в своих грехах, после нескольких секунд удерживания колонны погиб под её весом.

## Силы и способности
Демогоблин — демоническое существо, обладающее многочисленными сверхъестественными способностями, дарованными магией. Он наделён сверхчеловеческой силой, выносливостью, ловкостью, рефлексами и невосприимчивостью к травмам. Он в состоянии мысленно контролировать и поднимать в воздух свой состоящий из адского огня глайдер и маневрировать на нём на высоких скоростях. Демогоблин способен проецировать адский огонь из своих рук. Также он может призывать демонов из ада, которые атакуют любого по его воле.
Демогоблин способен мистическим образом создавать «тыквенные бомбы», похожие на бомбы Зелёного гоблина или Хобгоблина. В то время как оранжевые тыквенные бомбы представляют собой обычные взрывчатки, чёрные тыквенные бомбы вызывают у жертв сильные чувства отчаяния и беспомощности. Также Демогоблин в состоянии создавать дымовые и газовые бомбы в форме призраков и метательные лезвия в форме летучих мыше с острыми лезвиями.
Помимо физических и магических преимуществ, он хорошо разбирается в военной подготовке и владеет рукопашным боем, переняв эти способности у Хобгоблина. Несмотря на невменяемость, Демогоблин обладает высоким уровнем интеллекта.

## Альтернативные версии

### Ultimate Marvel
Во вселенной Ultimate Marvel Демогоблином стала похищенная изуродованным клоном Питера Паркера Мэри Джейн Уотсон, который хотел дать ей силу посредством инъекции сыворотки ОЗ, чтобы девушке больше никогда не угрожала опасность со стороны его врагов. После введения препарата ОЗ, при помощи которого были созданы Зелёный гоблин, Хобгоблин, а также Человек-паук, Мэри Джейн пришла в ярость и превратилась в огромное, волосатое, красное похожее на гоблина существо.
Тем не менее, с появлением настоящего Питера Паркера и Женщины-паук, она успокоилась и вернулась в нормальное состояние. После этого потерявшая сознание Эм Джей была доставлена в здание Бакстера, штаб-квартиру Фантастической четвёрки, где вновь приняла обличье Демогоблина но, увидев другого клона Питера, вновь лишилась сил. Несмотря на введение противоядия от эффектов ОЗ, Мэри Джейн получила психологическую травму, из-за которой время от времени принимала Питера за его изуродованного клона.
Впоследствии Мэри Джейн едва не превратилась в Демогоблина, став свидетелем выяснения отношений между Питером и его бывшей девушкой Китти Прайд, когда её рука ненадолго превратилась в когтистую лапу. В одном из кошмаров Эм Джей сражалась с Человеком-пауком и Фантастической четвёркой в своей чудовищной форме.

### Spider-Geddon
В сюжетной линии Spider-Geddon на Земле-11580 во время Ночи гоблинов была замечена версия Демогоблина, наряду с Зелёным гоблином, Хобгоблином и Джеком-фонарём. По приказу Королевы гоблинов они пытались убить Гвен Стейси, однако та была спасена своевременно прибывшим Человеком-пауком.

## Вне комиксов

### Видеоигры
- Демогоблин является одним из боссов игры Spider-Man and Venom: Maximum Carnage (1994).
- Демогоблин появляется в портативной версии Lego Marvel Super Heroes (2013).
- Демогоблин — один из боссов игры Spider-Man Unlimited (2014).

### Товары
- В 2007 году Hasbro выпустила фигурку Демогоблина в рамках линейки игрушек Spider-Man: Origins. Эта фигурка представляла собой перекрашенную версию ранее выпущенной фигурки Хобгоблина.
- В 2011 году на New York Comic Con Hasbro выпустила эксклюзивный набор Mini Muggs, посвящённый сюжетной арке Maximum Carnage. В наборе присутствовала фигурка Демогоблина.
- Hasbro выпустила Демогоблина в качестве сборной фигурки в рамках линейки Marvel Legends 2020 года, состоящей из Человека-паука в доспехах MK III (правая нога), Человека-паука в скоростном костюме (левая нога), Превосходного Осьминога (руки), Шан-Чи (туловище), Стервятника (голова) и Белого кролика (планер)[22].

## Критика
Comic Book Resources поместил Демогоблина на 3-е место среди «10 самых могущественных Гоблинов», на 8-е место среди «10 самых криповых врагов Человека-паука», на 10-е место среди «17 врагов Человека-паука, которым следовало остаться в 90-х», а также на 1-е место среди «10 самых жутких злодеев Marvel на Хэллоуин». Демогоблин занял 13-е место в списке «15 криповых врагов Человека-паука, о которых вы даже не слышали» по версии Screen Rant.